# Auxa sericea
Auxa sericea là một loài bọ cánh cứng trong họ Cerambycidae.